# When a Snail Falls in Love
When a Snail Falls in Love (chinês simplificado: 如果蜗牛有爱情, pinyin: Rú guǒ wō niú yǒu ài qíng) é uma série de televisão chinesa exibida pela Dragon TV entre 24 de outubro e 12 de dezembro de 2016, estrelada por Wang Kai e Wang Ziwen. É baseada na novela homônima de Ding Mo, que também escreveu Love Me If You Dare, estrelado por Wallace Huo.
A série viu 200 milhões de acessos online na primeira semana, e em 15 de novembro, a equipe de produção anunciou que o programa havia alcançado 1 bilhão de visualizações online.  O programa também é popular entre os telespectadores internacionais, com uma pontuação de 9,8 a 10 em viki.com, e foi elogiado por sua trama cheia de suspense e pelo enredo tramado.

## Enredo
Ji Bai é um líder de equipe com cara de pedra da Unidade de Crimes Violentos. Xu Xu é uma nova estagiária especializada em perfis de ofensores. Com a tarefa de resolver uma série de crimes que de alguma forma estão misteriosamente conectados, os dois desenvolvem sentimentos um pelo outro. Xu Xu desenha painéis cômicos de seu relacionamento, retratando-se como um caracol e Ji como um leão.

## Elenco
| Ator/Atriz             | Personagem       | Descrição                                                |
| Wang Kai               | Ji Bai (季白)    | Detetive no Departamento de Polícia de Ling              |
| Wang Ziwen             | Xu Xu (许诩)     | Estagiário de perfil na Polícia Municipal de Ling        |
| Xu Yue (徐悦)          | Yao Meng (姚檬)  | Estagiário de polícia no Departamento de Polícia de Ling |
| Yu Heng (于恒)         | Zhao Han (赵寒)  | Policial do Departamento de Polícia de Ling              |
| Zhao Yuanyuan (赵圆瑗) | Ye Zixi (叶梓夕) | Membro da família Ye e amigo de infância de Ji Bai       |
| Wu Xiaoyu (武笑羽)     | Ye Qiao (叶俏)   | Herdeira da Ye Corporation.                              |
| Zhang Yanyan (张棪琰)  | Irmão Lu (噜哥)  | Chefe de um cartel de drogas                             |

## Trilha sonora
| When a Snail Falls in Love - Original Television Soundtrack (如果蜗牛有爱情电视剧原声音乐大碟) |                                                |         |  |
| N.º                                                                                            | Título                                         | Duração |  |
| 1.                                                                                             | "A Snail's Walk (蜗牛行)"                      |         |  |
| 2.                                                                                             | "A Happiness's Final Destination (幸福的终点)" |         |  |

## Prêmios e indicações
| Prêmio                                      | Categoria                         | Trabalho nomeado | Resultado | Ref.  |
| ------------------------------------------- | --------------------------------- | ---------------- | --------- | ----- |
| 2nd China Quality Television Drama Ceremony | Drama Semanal do Ano (Dragon TV)  |                  | Venceu    | [ 6 ] |
| 2nd China Quality Television Drama Ceremony | Ator mais comercializável         | Wang Kai         | Venceu    | [ 6 ] |
| Tencent QQ Star Awards                      | Drama da Rede de Qualidade do Ano |                  | Venceu    | [ 7 ] |
| Tencent QQ Star Awards                      | Ator de Televisão Mais Poderoso   | Wang Kai         | Venceu    | [ 7 ] |
| Tencent QQ Star Awards                      | Atriz de televisão na moda        | Wang Ziwen       | Venceu    | [ 7 ] |
| 2nd Huading Awards                          | Os dez melhores dramas do ano     |                  | Venceu    | [ 8 ] |
| 5th Annual DramaFever Awards                | Melhor Drama da Língua Chinesa    |                  | Indicado  |       |